# St. Nikolai (Altenau)
Die Sankt-Nikolai-Kirche ist eine im Jahr 1670 aus Holz errichtete evangelisch-lutherische Kirche in Altenau, Landkreis Goslar. 

## Geschichte

### Erste Gemeindearbeit (bis 1588)
Erste Gottesdienste in Altenau wurden in einem alten Zechenhaus von 1520 durch Geistliche aus Clausthal gehalten. Im Jahr 1579 ist in der Kirchenvisitation des Herzberger Schlosspredigers Johannes Schellhammer von einem Pastor uff der Altenaw die Rede. Er habe nicht viel uber 50 leichte gülden und bitte um eine Wiese, um sich nebenerwerblich Vieh halten zu können. Auf seine Bitte hin wurden ihm Weideplätze an der heutigen Schützenklippe, am Hang des Mühlenbergs in Richtung der Kleinen Oker und an der Straße nach Sankt Andreasberg gewährt. 1582 hat der Pastor der Gemeinde Geld zu 4 Gulden Zins geliehen. Wenn die Schuldiger pro Quartal 5 Gulden zahlen, will er den Zins streichen.

### Erste Sankt Nikolai Kirche (1588–1668)
1588 wird urkundlich erstmals eine Kirche in Altenau erwähnt, sie war bereits als Sankt Nikolai Kirche geweiht. Diese stand an derselben Stelle wie die jetzige Kirche, auf einer Terrasse über der Oker am Übergang von Oberstraße zu Bergstraße. Ausgangslage des Standortes war die damalige Siedlungssituation Altenaus. Damals existierten zwei Siedlungen, eine am oberen Teil der Oberstraße, wo Bergbau in den Gruben Schatzkammer und Rose betrieben wurde, und ein anderer Siedlungskern existierte an der damaligen Silberhütte im Bereich der Rothenberger Straße. Bewohner beider Ortsteile hatten so einen ähnlich weiten Kirchweg zurückzulegen. Um die Baukosten für die erste Kirche finanzieren zu können, nahm die Gemeinde bei der clausthaler Knappschaft ein Darlehen in Höhe von 20 Gulden auf. Dieser Bau war zunächst ohne Wetterschutz ausgeführt. Die Wände des Gebäudes bestanden lediglich aus zusammen getrockneten Baumstämmen, das Dach war mit Holzschindeln gedeckt und der Dachreiter war kaum höher als der Dachfirst. Der damalige Pastor Brennecke ließ 1592 zwei in Altenau verfasste Bergpredigten in Wittenberg drucken. Der bauliche Zustand der Kirche änderte sich 1603 mit einer notdürftigen Verkleidung, der Dachboden wurde mit Dielenbrettern versehen und die Fenster im Turm erhielten Fensterläden. Dies konnte erst mithilfe der Forstverwaltung geschehen, welche zinsfrei Bauholz vom Schwarzenberg zur Verfügung gestellt hatte. Der Maler Heinrich Schwieger aus Zellerfeld verzierte von 1603 bis 1605 den Innenraum der Kirche mit biblischen Motiven, und die Aegidienkirche zu Osterode schenkte im selben Jahr eine Altarplatte. 1606 erhielt der Kirchturm die erste Uhr und 1614 wurde der Fußboden der Kirche mit Dielen ausgelegt. Das Ziffernblatt und die Uhr wurden um 1630 erstmals erneuert. Der Kirchturm wurde 1642 abgerissen und ein neuer Turm für 600 Gulden errichtet. Die Gemeinde bekam 1603 ein Zechenhaus geschenkt, das 1644 nach einem Brandschaden neu gebaut wurde und bis in die 1960er Jahre als Schulgebäude diente. Der Vorgängerbau der St.-Nikolai-Kirche, der auf einem Stich von Caspar Merian aus dem Jahre 1654 zu sehen ist, wurde aufgrund der steigenden Einwohnerzahl Altenaus sowie seines schlechten Erhaltungszustandes 1668 abgerissen. Unterhalb der Kirche verlaufen die Gruben Lustgarten, Berg Zion und Georg der 3., welche dem Kirchberggang zuzuordnen sind und die bis zum Ende des 18. Jahrhunderts in Betrieb waren.

### Errichtung der jetzigen Sankt Nikolai Kirche (1669)
An derselben Stelle der Vorgängerkirche, entstand der Neubau. Für die geplante Baumaßnahme baten Richter und Kirchenvorstand am 24. Mai 1668 beim Landdrosten in Osterode um Spenden. Am 8. Juni gleichen Jahres wurde die am Altenauer Bergbau beteiligte Witwe Herzogin Dorothea Sophie des verstorbenen Herzog Christian Ludwig von Braunschweig-Lüneburg um Gaben gebeten. Am 26. September 1668 ging man auch den Landesherren um eine Beihilfe an. Im Mai 1669 vereinbarten Richter und Rat mit dem Zimmermeister Thomas Eckhard, dass die neue Kirche 80 Fuß lang (25 Meter), 46 Fuß (13,4 Meter) breit und bis zur Saumschwelle 24 Fuß (7,3 Meter) hoch sein sollte. Als Tageslohn für den Zimmermeister vereinbarte man 18 Groschen, für den Gesellen 9 und für den Lehrling 6 Groschen. Das neue Gebäude wurde an Pfingsten 1670 (25. Mai 1670) vom Pastor Bertram in Gegenwart des Zehntners, des Hüttenmeisters und des Forstschreibers der Bergstädte Altenau und Clausthal der Dreifaltigkeit geweiht. Dazu wurden am nördlichen und am südlichen Eingang folgende Inschrift eingefügt, welche 1791 entdeckt wurden und als Chronogramm ausgeführt ist:

“TERVNO ET SVPREMO ECCLESIA HAEC NOVE ERECTA ET FELICITER ELABORATA STETIT NECNON PRAEFATAE SACROSANCTAE TRINITATI IPSA PENTECOSTES FERIA PRIMA ANNI SEQVENTIS SOLENNITER CONSECRATA FVIT”

„Dem Dreieinigen und Höchsten ist diese neuerbaute und glücklich vollendete Kirche errichtet. Sie ist derselben Hochheiligen Dreieinigkeit auch am Pfingsttag des folgenden Jahres geweiht worden.“

Die Bezeichnung als Trinitatiskirche wurde nur sporadisch bis in die 1970er Jahre genutzt, der Name des Vorgängerbaus St. Nikolai wurde dennoch beibehalten.
Die Holzkirche mit dreiseitigem Chorraum wurde aus Fichten- und Eichenholz in Fachwerkbauweise errichtet. Die Gefache sind mit waagerechten Ausladhölzern gefüllt und mit einer senkrecht verschalter Fassade geschützt. Bei den Fenstern handelt es sich um Sprossenfenster und das Gebäude hat ein abgewalmtes Dach, welches als Kehlbalkendach mit liegendem Stuhl ausgeführt ist. Die Kirche hat drei Eingänge, die mit Portalen versehen sind. Der Haupteingang liegt am Übergang von Oberstraße zu Bergstraße. Ein weiterer Eingang befindet sich in einem Vorbau am Uhrturm und der letzte Eingang liegt gegenüber dem Haupteingang an den Treppen zum Marktplatz. Somit ergeben die Eingänge eine Art Querschiff, ein Kreuz, dessen Mitte in der Vierung liegt.

### Umbauten und Instandsetzungen
Bereits 1684 musste der Zimmermann Elias Heinemann die Kirche mit 16 Eichenstämmen unterschwellen und ein Jahr später das Dach mit 200 Schindeln neu eindecken. 1689 wurde die Außenseite mit neuer Fassade versehen und 1700 sollte der Turm mit 20 neuen Eichenstämmen neu errichtet werden. Die Reparaturen, welche 232 Taler kosteten, verzögerten sich aus Kostengründen jedoch bis 1735. Der Westgiebel wurde 1742 für 139 Taler neu verschalt, was 1820 abermals geschah und 136 Taler kostete. Erst 1857 bekam die Kirche ihren ersten Innenanstrich, zuvor hatte sich Lehrer Rögener schon 1827 über den vernachlässigten Eindruck wie folgt geäußert:

„Noch im Jahr 1827 war das Kirchlein in dem dürftigsten Urzustande. Die Wände waren größtenteils noch im Rohbau […] Außer in den Hauptgängen war kein gepflasterter Boden vorhanden, die hölzerne gewölbte Decke war durchlöchert und an vielen Stellen ganz gerissen. Das Holzwerk hatte im Laufe der Jahrhunderte eine schmutzige, das Auge beleidigende Färbung angenommen und war verwittert. Kein Malerpinsel hatte sich je verewig. Die Priechen waren […] verunstaltet und die Vorderseite derselben waren mit […] Kronen und Kränzen behangen, […] wodurch Spinnen ein sicheres Asyl zum ausspannen ihrer Netze dargeboten wurde.“

1858 wurde der Turm für 118 Taler instand gesetzt. Die Orgelempore musste 1861 vergrößert werden. 1866 wurde das Dach erstmals mit Dachziegeln statt mit Holzschindeln neu gedeckt. 1905 bekam das Kirchenschiff die erste Heizung, welche jedoch schon 1924 ersetzt werden musste, da das Heizwasser im Winter gefror. 1910 wurde ein Blitzableiter installiert.
Nach dem Zweiten Weltkrieg kam es in dem Zeitraum von 1951 bis 1957 zu Renovierungen an der Kirche. 1951 erhielt das Gotteshaus einen neuen Außenanstrich. Die Heizung von 1924 ist 1955 durch eine Warmluftheizung der Firma Kori (Berlin) ersetzt worden, 1956 wurde der Turm neu beschiefert und 1957 erhielt die Kirche einen neuen Innenanstrich. Zum Abschluss der Bauarbeiten fand am 15. Dezember 1957 ein Festgottesdienst mit Landesbischof Hanns Lilje statt. Der Außenanstrich wurde 1961 erneuert.
Weitere Instandsetzungen fanden 1999 sowie 2006 statt. 1999 wurden der Kirchturm, der Westgiebel und Teile des Fundaments instand gesetzt, nachdem Fäulnisschäden auftraten.
Bei der Instandsetzung von 2006 musste ein tragender Schwellbalken aus dem Jahr 1684, das Fundament, die Portale und drei Säulen der Empore saniert werden, nachdem das Kirchenschiff in Folge von Fundamentschäden um 10 cm abgesackt war. Zudem erhielt das Gebäude eine Fassadensanierung und im Zuge dessen seinen derzeitigen weinroten Außenanstrich. Am 1. Oktober 2006 wurden die Baumaßnahmen abgeschlossen.

### Denkmalschutz
Die St. Nikolai-Kirche mit ihrem historischen Gestühl steht zusammen mit dem ehemaligen Pfarrhaus in der Bergstraße 1 und dem ehemaligen Küsterhaus in der Oberstraße 1 unter Denkmalschutz und bildet das Gruppendenkmal „Kirchhof“ (Kennziffer 153001Gr0006).

## Inneres

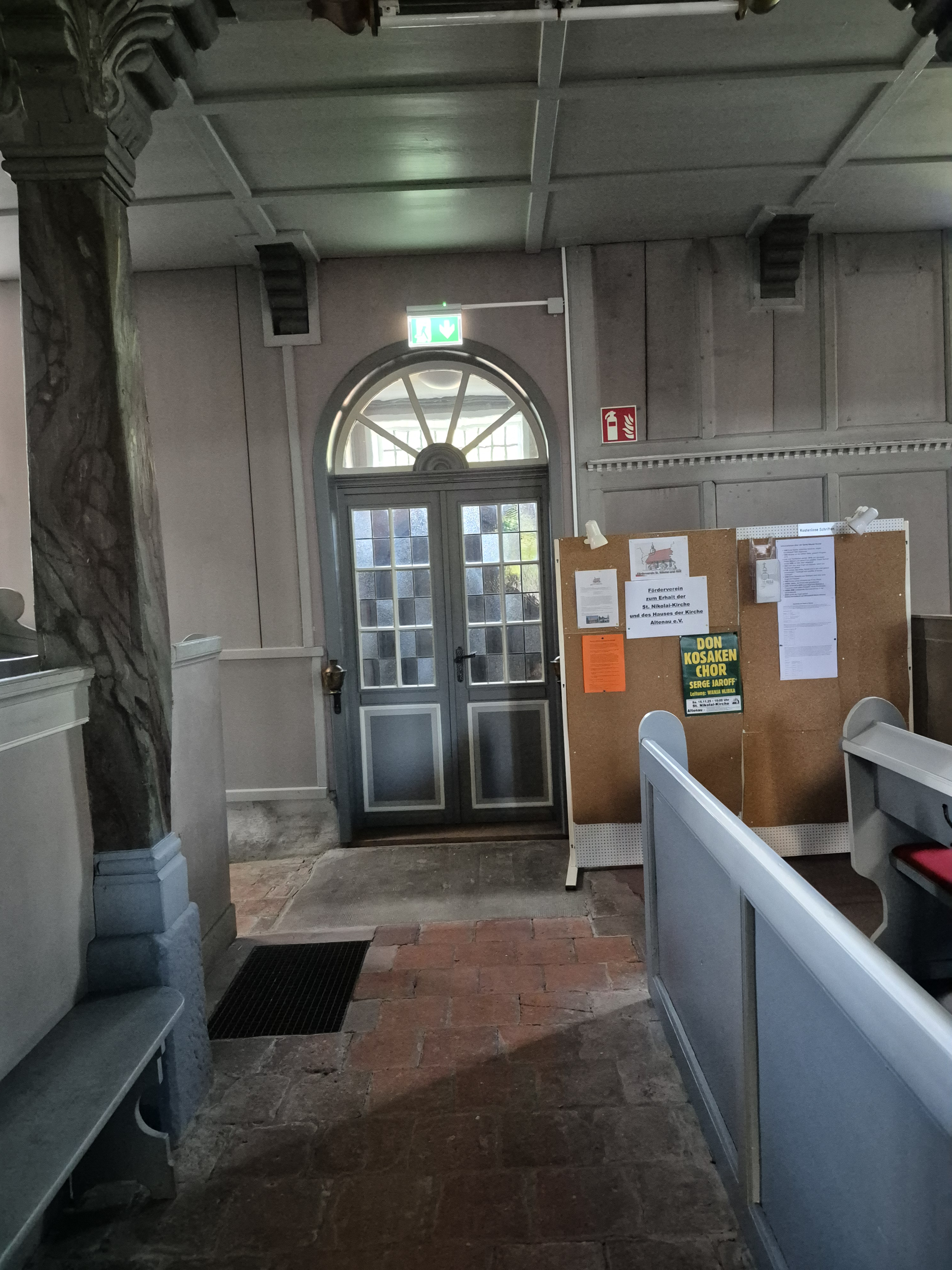
Eingang Marktplatz

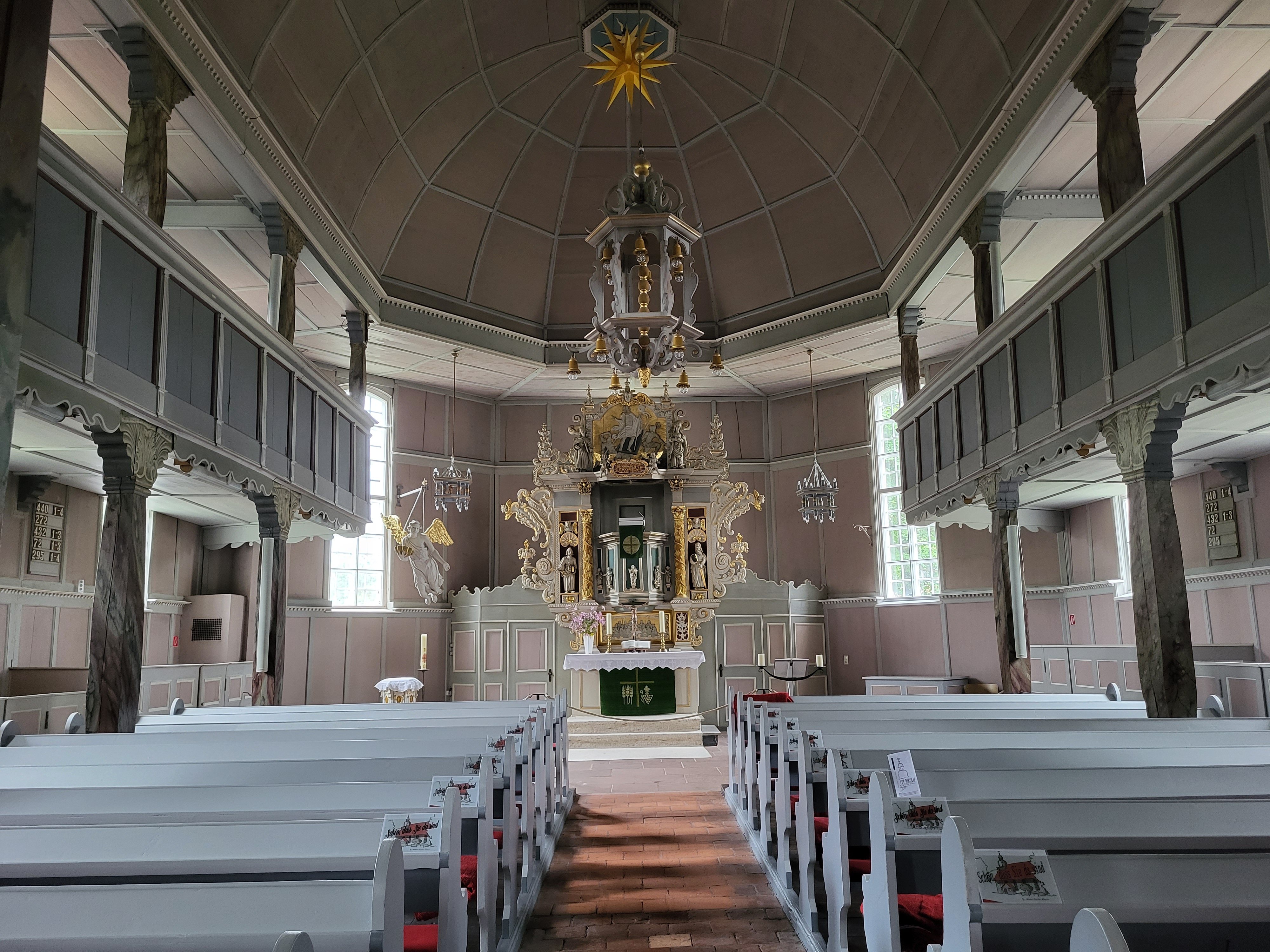
Blick von der Orgel Richtung Altar

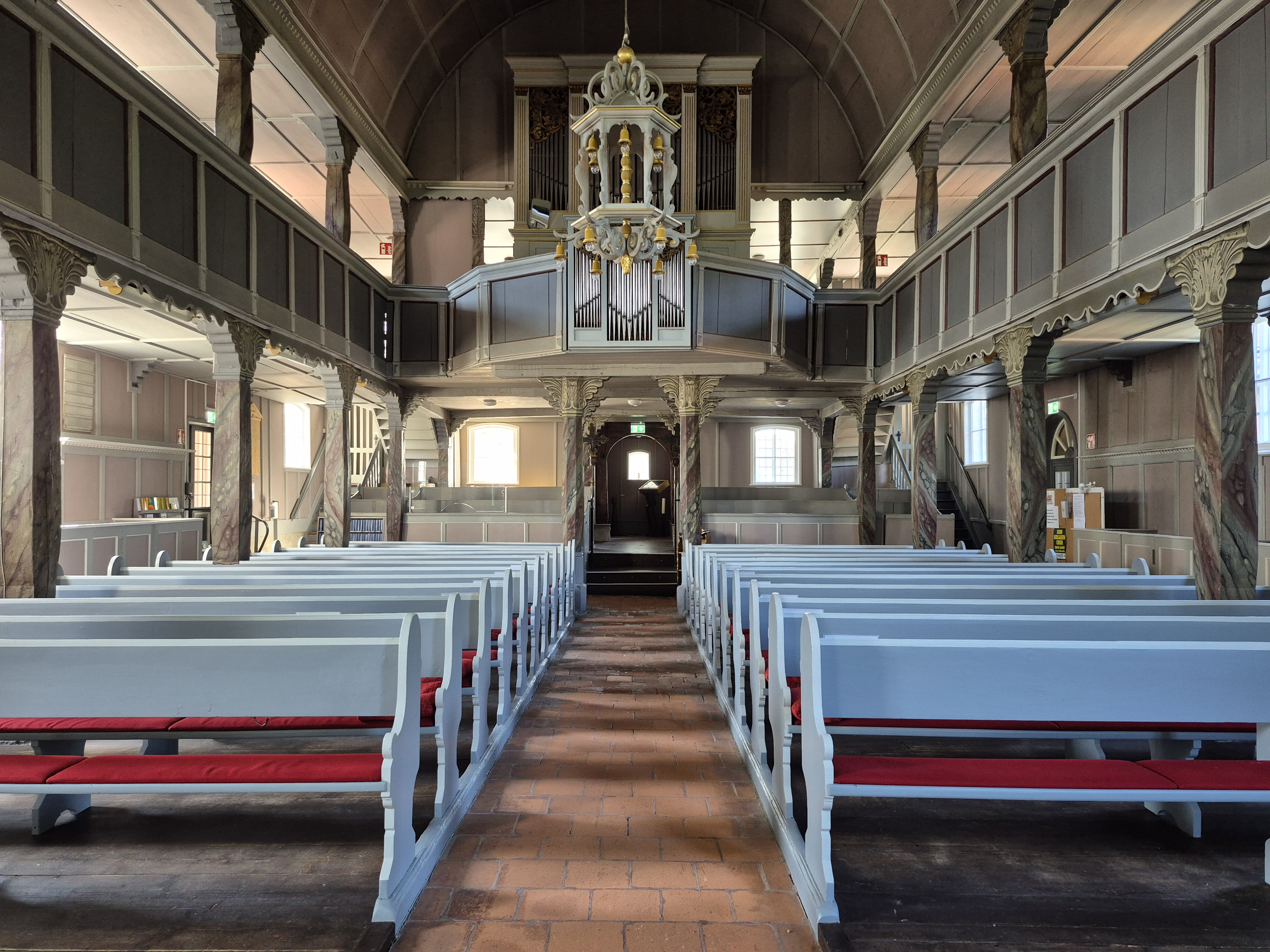
Blick vom Altar Richtung Orgel

Der recht schlicht gehaltene Innenraum, welcher einen oliv grauen und violettfarbenen Anstrich von 1957 hat, ist tonnengewölbt und verfügt über eine Vierung, von der aus das Langhaus mit Mittelschiff, Seitenschiffen und Altar abgeht. Das Mittelschiff verfügt über ein Kirchengestühl mit 22 Laienbänken und das Seitenschiff über Prichen, welche nun jedoch ebenfalls für Gottesdienstbesucher zur Verfügung stehen. Von der Vierung geht weiteres Chorgestühl in nördliche Richtung ab. Von der Vierung aus führen Treppen zur dreiseitigen, U-förmigen Empore, welche mit dreireihigen Sitzbänken versehen ist. Gestützt wird die Empore durch marmorisierte Pfeiler aus Fichtenholz, die auch das Tonnengewölbe tragen. Die Gemeinde saß ursprünglich nach Geschlechtern getrennt, die Männer saßen auf den längs zum Kirchenschiff installierten Emporen, welche 1730 verlängert wurden und die Frauen auf den Kirchenbänken im Erdgeschoss. Insgesamt bietet das Gebäude 450 Plätze.
Die Sankt Nikolai Kirche trägt das Signet der verlässlich geöffneten Kirche, womit es Interessierten während der Sommermonate täglich für Besichtigungen offen steht.

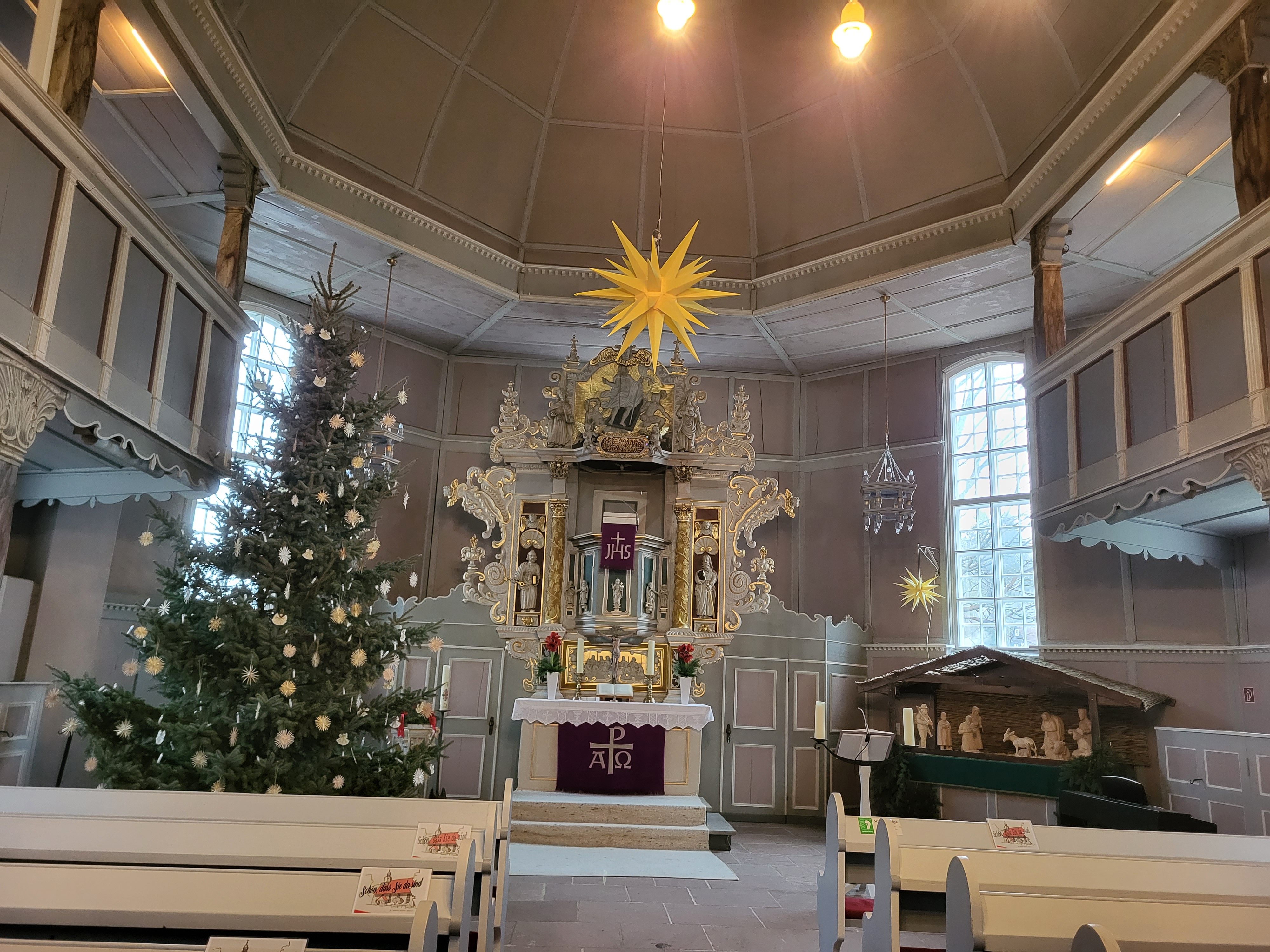
Altarraum zur Weihnachtszeit mit Krippe

Während der Adventszeit wird im Altarraum eine Hölzerne Krippe aufgestellt, welche thematisch im Oberharzer Milieu angesiedelt ist. Das Christuskind liegt in einer Krippe die der Wildtierfütterung dient, Joseph tritt als Fuhrmann auf. Weitere Figuren sind Kuhirte, Bergmann, Vogelsteller und Hüttenmann. Die Krippe wurde 1974 von der Holzschnitzerfamilie Meier aus Altenau gestiftet und wird seit dem ergänzt.

### Altar

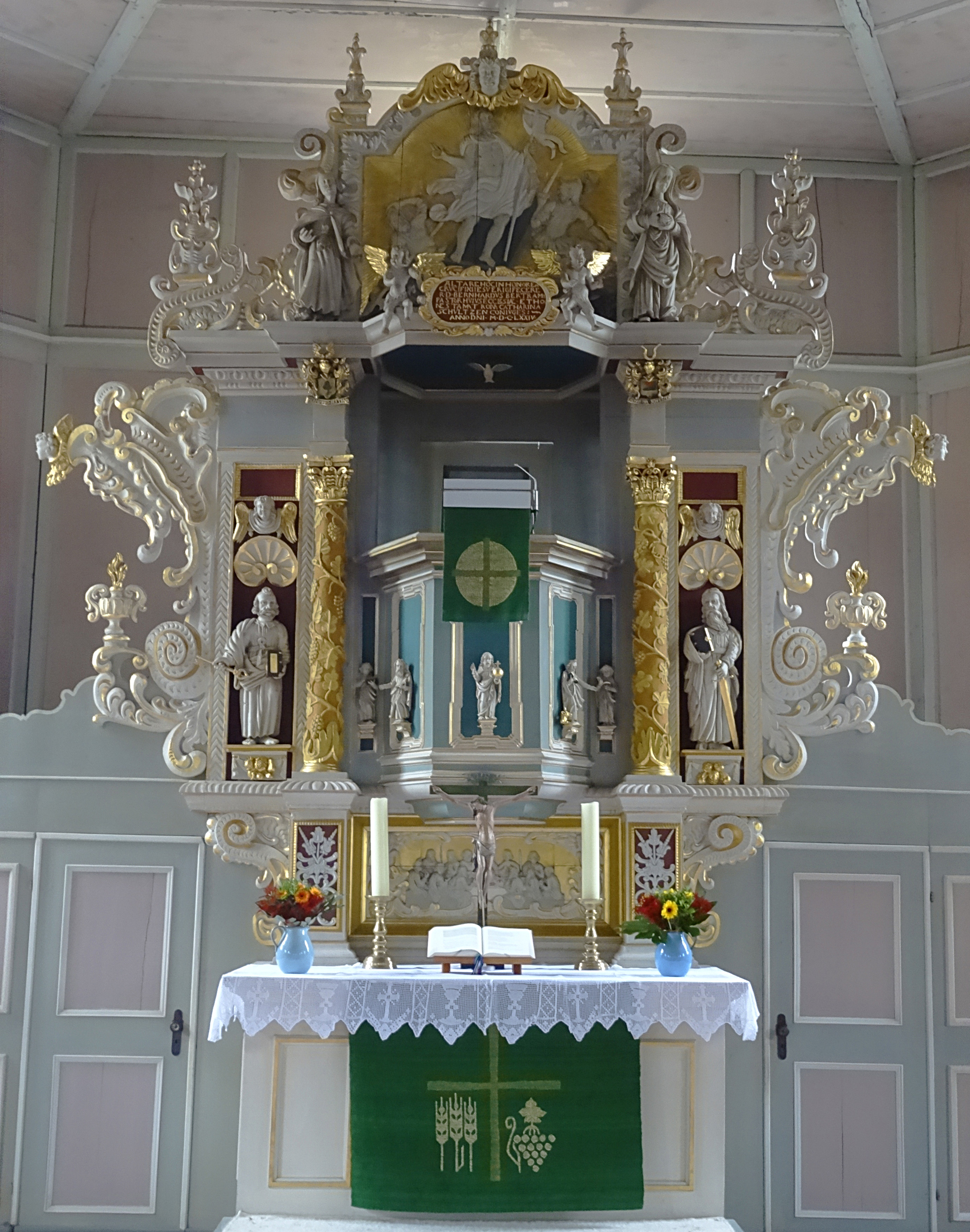
Altar mit Kanzel

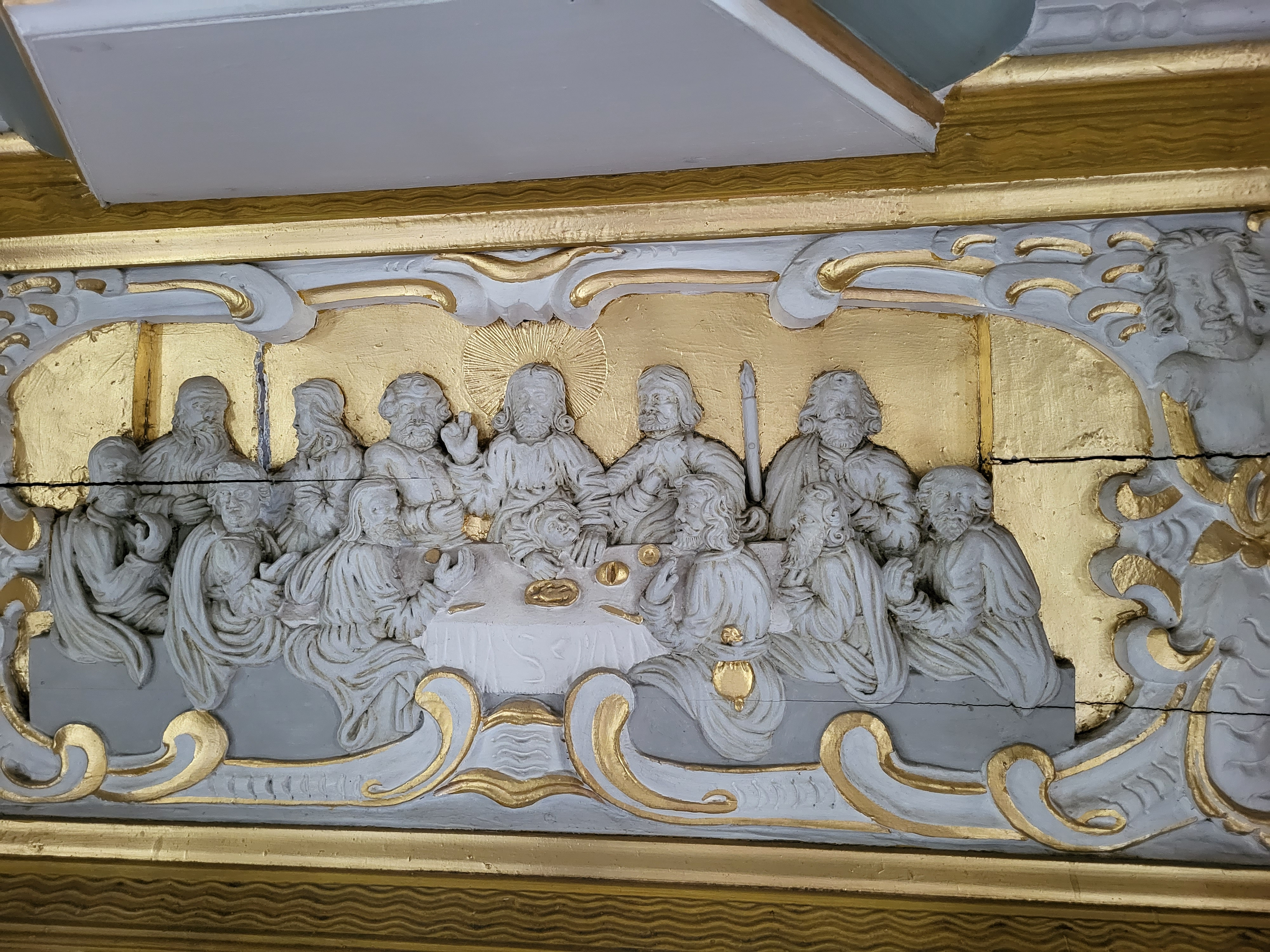
Abendmahl Relief

Auffallend ist der große, weiße, barocke Altar am Ostende der Kirche.
Ausgestattet im Knorpelstil mit vergoldeten Engelsköpfen und Voluten wurde er am Sonntag Judica, 11. März 1674 vom Pastor Bernhard Bertram (1624–1695) und seiner Frau Katharina der Gemeinde gestiftet. 1730 wurde der Altar zum Kanzelaltar umgebaut. Man nahm hierfür die zentrale Kreuzigungsgruppe, bestehend aus Maria, Jesus und Johannes, heraus und setzte die heutige Kanzel samt nebenstehenden Figuren ein. Dies erfolgte, nachdem die vorherige Kanzel baufällig geworden war und der im selben Jahr eingebauten Empore im Weg stand. Der Altar zeigt in der goldenen Predella das Abendmahl nach Da Vinci als weiß gehaltenes Flachrelief. Die Tischrunde mit den Jüngern ist zum Kirchenraum hin offen gehalten zum Zeichen, dass erst die Gemeinde bei der Feier des Abendmahles diesen Kreis schließt. Rechts und links vom Abendmahl erheben sich zwei geschnitzte und mit einem weißen geformten Relief mit stilisierten floralen Motiven auf bordeauxrotem Grund verzierte Sockel. Darauf aufbauend zwei korinthische Säulen, die in Gold gefasst und mit goldenen Ranken und Weinblättern verziert sind, welche den Schalldeckel der Kanzel tragen. Das Kapitell der linken Säule zeigt das Wappen und den Schriftzug Bernhard Bertrams (ein Kleeblatt), das Kapitell der rechten Säule zeigt das Wappen und den Schriftzug seiner Frau Katharina (ein durch Diagonalen in vier Dreiecke geteiltes Quadrat).
Die Kanzel präsentiert in ihren fünf türkisen und in Gold gerahmten Feldern als Holzschnitzereien die vier Evangelisten Markus (links außen mit Buch), Johannes (links mit Adlerkopf am Fuß), Jesus (mittleres Feld), Lukas (rechts mit Stierkopf am Fuß) Matthäus (rechts außen mit Buch) und seitlich neben den vergoldeten Säulen stehen vor bordeauxroten Feldern die Apostel Petrus (links mit vergoldeten Schlüssel) und Paulus (rechts mit goldenen Schwert). Die Figuren stammen noch von der alten Kanzel und sind somit älter als 1730. Der türkise Schalldeckel der Kanzel präsentiert neben einer gold gerahmten bordeauxroten Tafel, welche Aufschluss über den Spender des Altars gibt, auch eine weiße Friedenstaube. Als Abschluss des Altars steht das 1861 gefertigte Bildnis der Auferstehung Christi mit der Siegesfahne, der in weiß gekleidet, einem von zwei Wachen bewachten Sarg entsteigt und in den in gold gefassten Himmel auffährt, über dem ein Engel seine vergoldeten Flügel ausbreitet. Neben dem Bildnis stehen linkerhand die Figur Johannes und rechterhand die von Maria, welche sich vorher anstelle der Kanzel befanden und Teil der entfernten Kreuzigungsgruppe waren. Weiterhin zeigt das barocke, weiß und vergoldete Knorpelwerk des Altars biblische Ornamente auf, darunter den Granatapfel als Sinnbild der Liebe, die Weintraube aus Symbol des Abendmahls und die Muschel als Zeichen der Auferstehung.
Lateinische Inschrift der Tafel des Altars:

“ALTARE HOC IN HONOREM CRVCIFIXI IESV ERIGI FECERE R.D. BERNHARDVS BERTRAMS PASTOR HVIVS ECCLESIAE. ET HO= NESTA MATRONA CATHARINA SCHVLTZEN CONIVGES: ANNO D(OMI)NI.M.D.C.LXXIV”

„Diesen Altar zur Ehre des gekreuzigten Jesus hat der hochwürdige Herr Bernhard Bertram, Pastor dieser Kirche zusammen mit seiner ehrenhaften Ehefrau Katharina Schultze aufgerichtet im Jahr des Herrn 1674.“

Das Altarkreuz stammt aus dem Jahr 1640 und wurde von Heinrich Beier gestiftet. 1889 ersetzte man das alte Altarkreuz durch ein neueres, stellte aber seit 1951 das alte Kreuz auf den Altar. Hinter dem Altar befindet sich die Sakristei, durch die der Aufstieg zur Kanzel erfolgt.

### Taufengel und Taufbecken

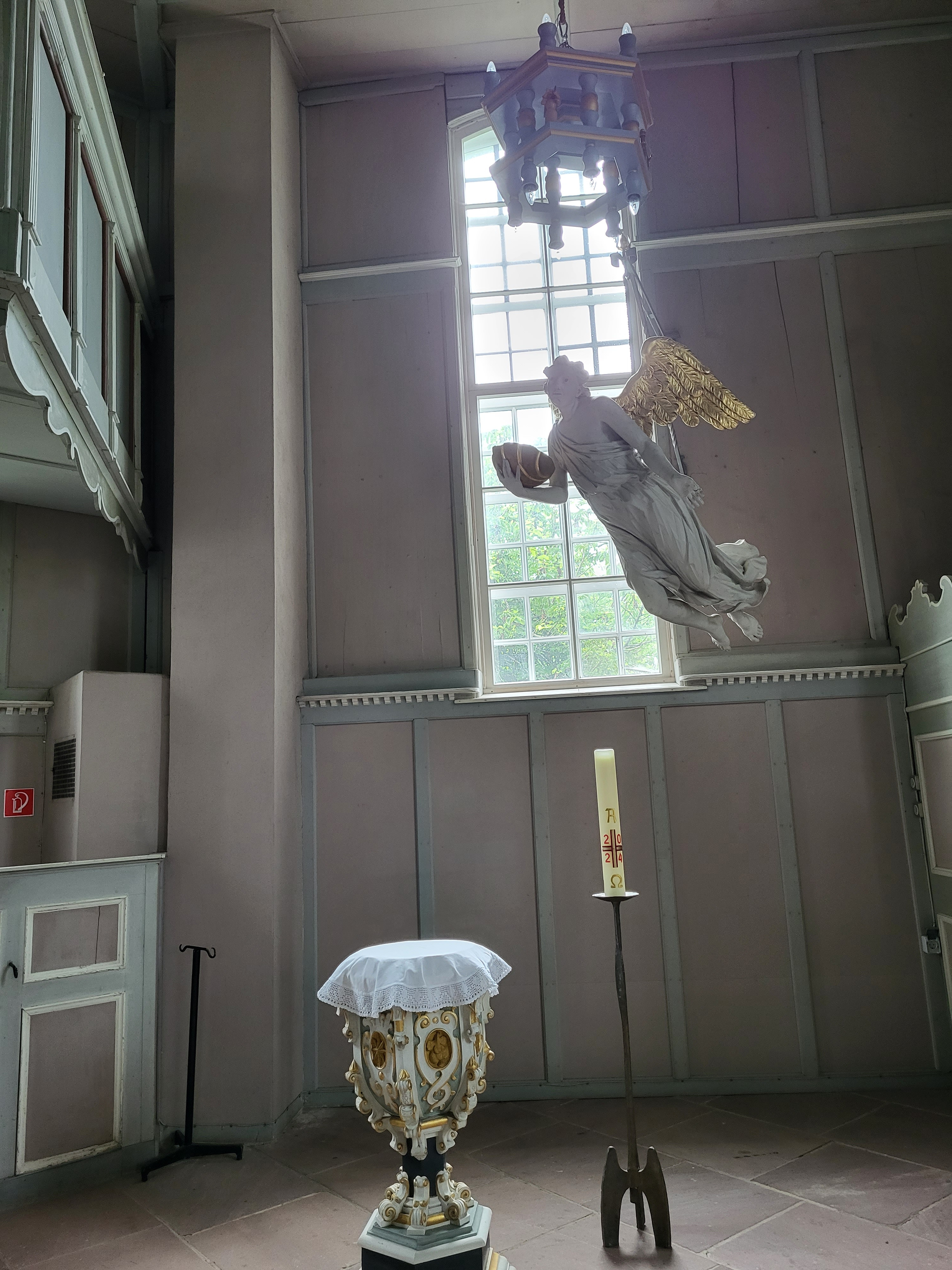
Taufbecken und Taufengel

Im Altarraum befindet sich zudem ein Taufengel im Barockstil aus Buchenholz, der 1730 gestiftet wurde, und bis 1955 genutzt wurde. Der Engel hing ursprünglich in der Mitte des Altarraumes, ist jedoch 1955 an den linken Rand versetzt worden, wo vorher ein Mantelofen stand. Ein Herablassen des Engels ist an dem neuen Standort technisch nicht mehr möglich. Stattdessen wird ein sechseckiges, hölzernes Taufbecken von 1674 genutzt. Dieses ist in Kelchform aus einem Stamm geschnitzt und hat eine bauchig gestreckte, türkis-weiße Cuppa, die mit goldenen Volutenbändern versehen ist. Bemerkenswert sind die goldenen Medaillons auf den Seiten der Kuppa, die jeweils eine Weintraube, einen Apfel, einen Stern zeigen oder gar unverziert sind.
Weiterhin steht seitlich eine Kredenz und davor ein schlichtes hölzernes Pult, gerahmt von zwei freistehenden Kerzenleuchtern aus Metall. Bei den Arbeiten für die Installation einer Heizung im Jahr 1905 entdeckte man das Grab des Pastors Bertram, welcher 1695 vor dem Altar der Kirche beigesetzt wurde. Ebenfalls vor dem Altar liegt der 1766 gestorbene Pastor Henning Calvör.

### Liturgisches Gerät und weitere Ausstattung

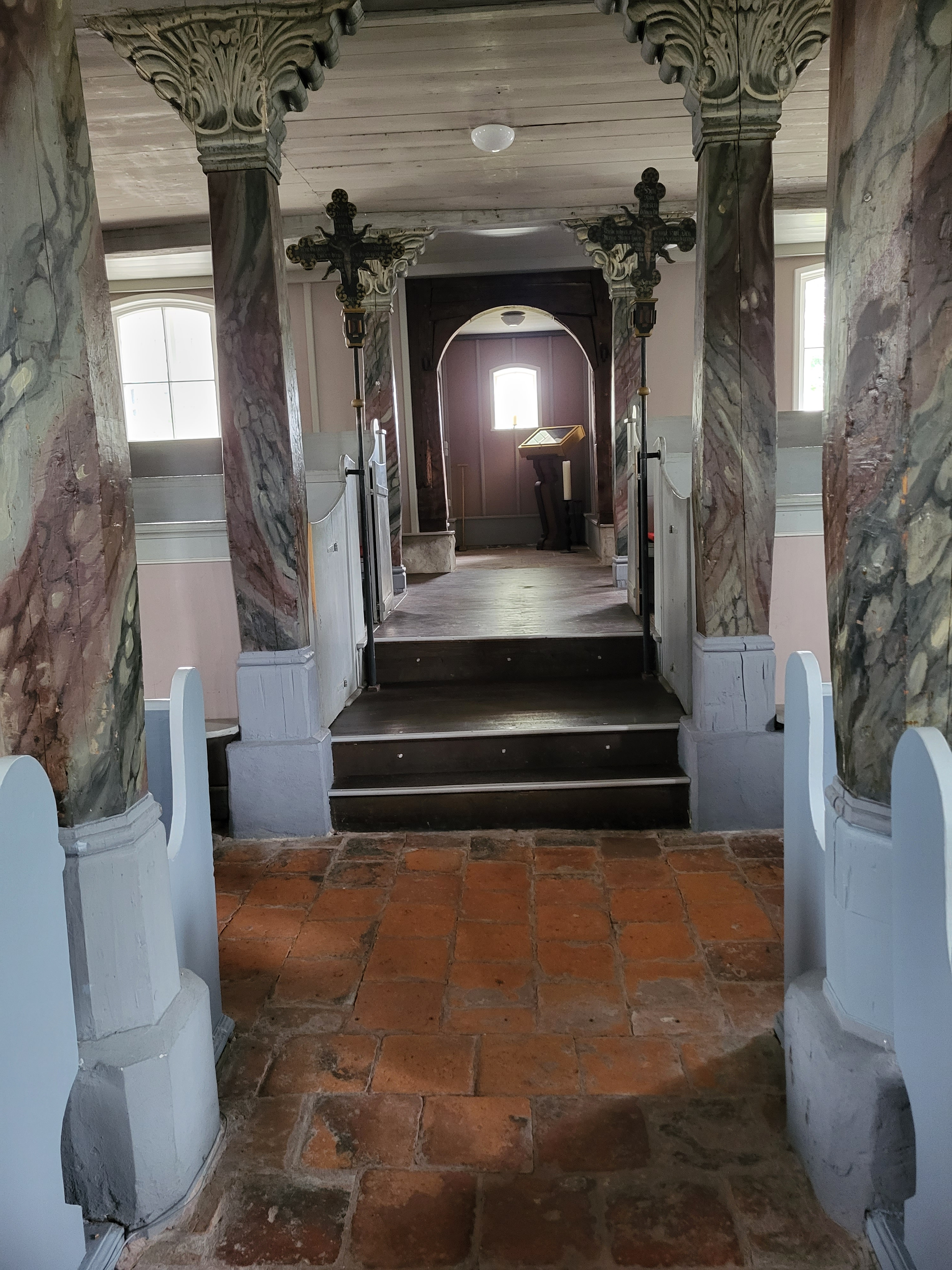
Prozessionskreuze

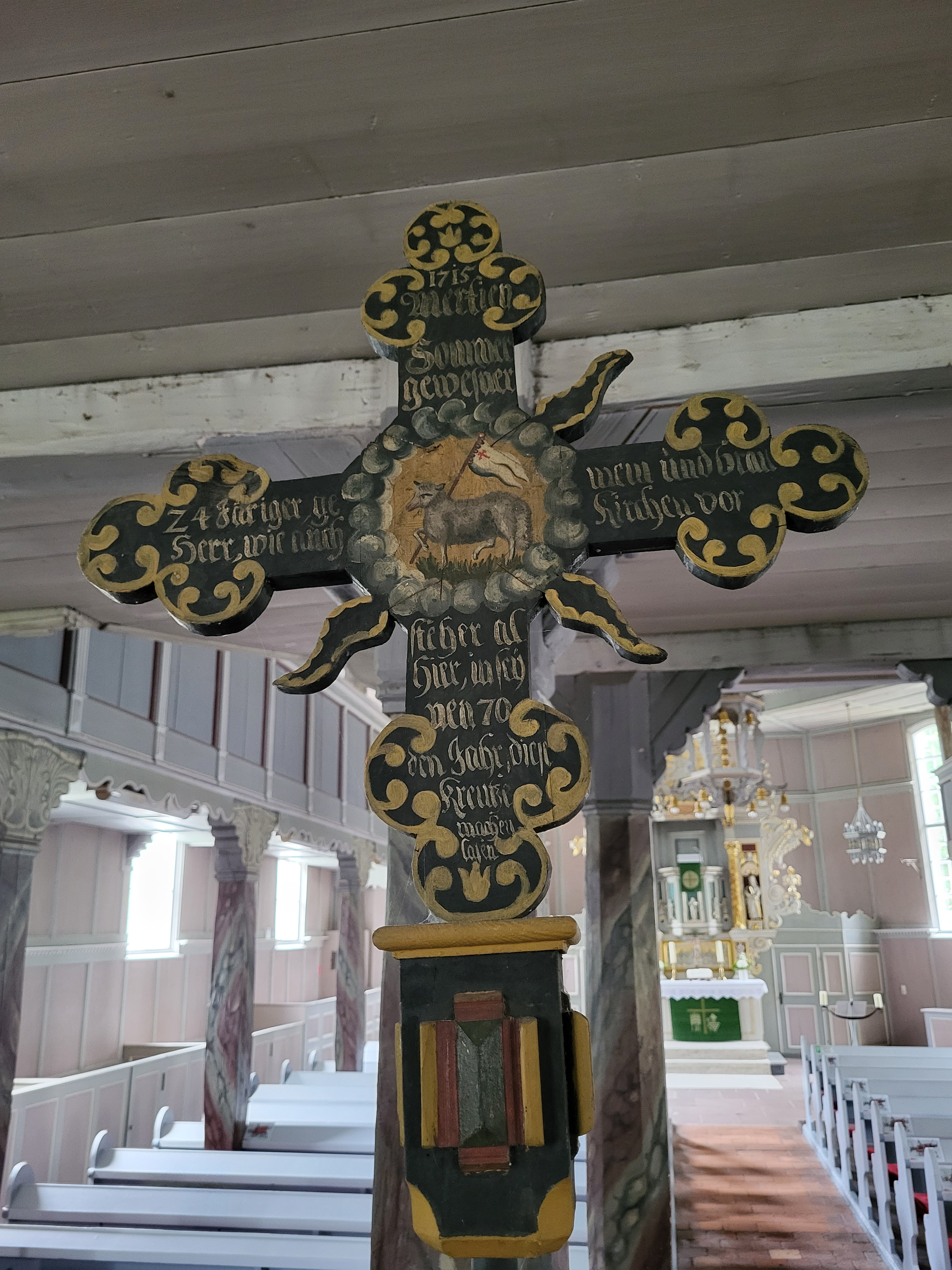
Vortragekreuz

Für das Abendmahl stehen drei Kelche in drei Größen zur Verfügung. Der große Kelch wurde nach Inschrift 1730 für 32 Gulden aus vergoldetem Silber in Goslar hergestellt. Der Hersteller Mügger nahm dafür einen kleinen Silberkelch von 1613 in Zahlung. Der mittlere Kelch, welcher ebenfalls vergoldet ist, stammt aus dem Jahr 1697 und wurde vom Hüttenmeister Johann Georg Kern, vom Ratsmitglied Hans Martin Hille und vom Forstamtsmann Henrich Valentin Schumach gestiftet. Der kleine Silberkelch, welcher innen vergoldet ist, wurde vom Zellerfelder Büttnermeister Müller 1860 gestiftet. Eine silberne Weinkanne stammt aus dem Jahr 1600 und eine vergoldete Patene von 1637.
An der Vierung stehen zwei hölzerne Prozessionskreuze, welche reich verziert sind und auf das Jahr 1715 datiert werden. Gestiftet wurden diese anlässlich des 70. Geburtstages vom langjährigen Kirchenvorsteher Mertien Somer (Martin Sommer). Am Hinteren Eingang befindet sich seit 1959 eine Gedenkstätte für die Kriegstoten beider Weltkriege.
Am südlichen Vorbau befindet sich die Grabplatte für den Kirchenvorsteher und Ratsverwandten Martin Hillen (* 16. November 1651, † 22. Dezember 1706), welche von seiner zweiten Ehefrau Sara Maria Lüders gestiftet worden ist.

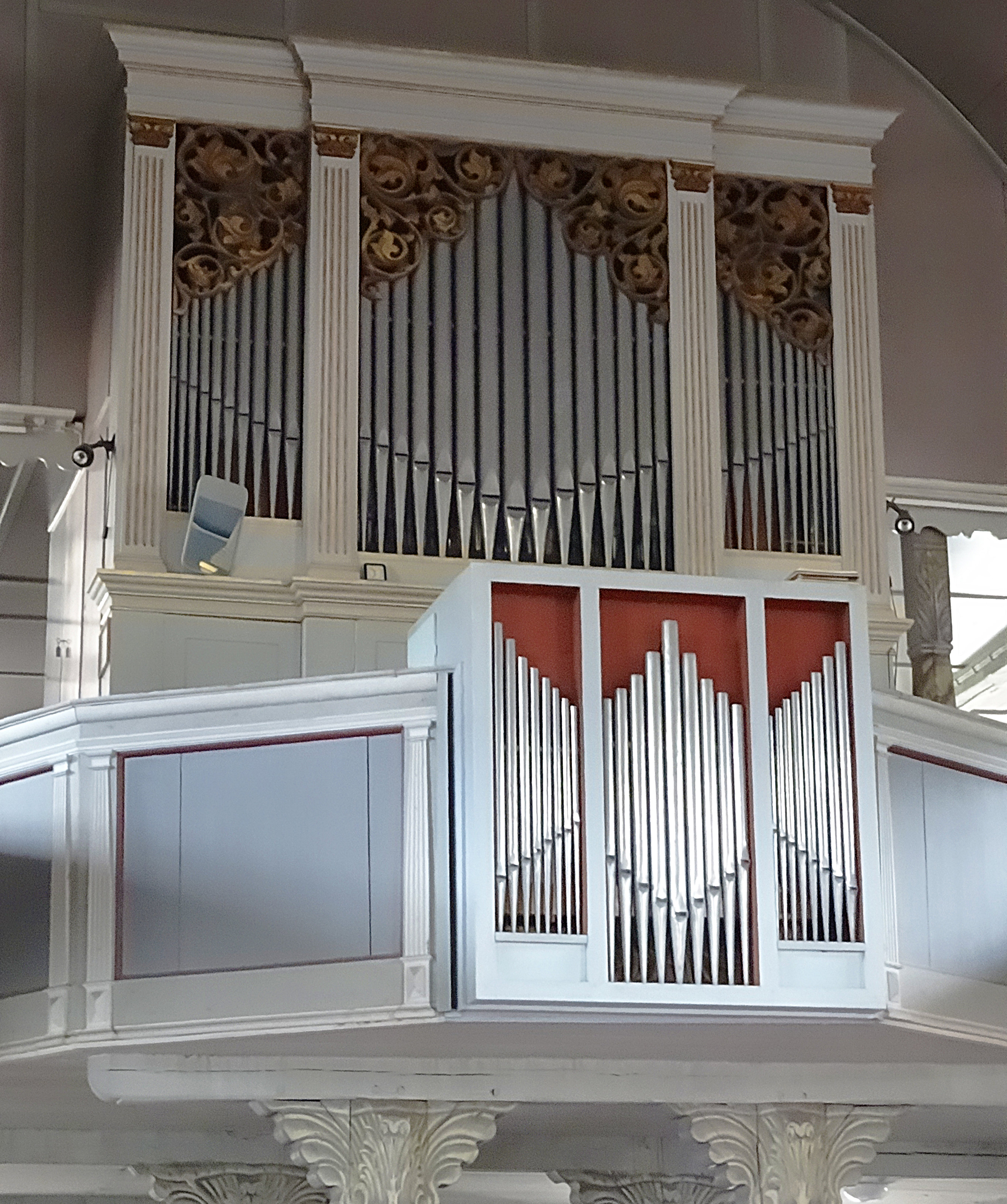
Vor der Sanierung (rotes Rückpositiv)

### Orgel

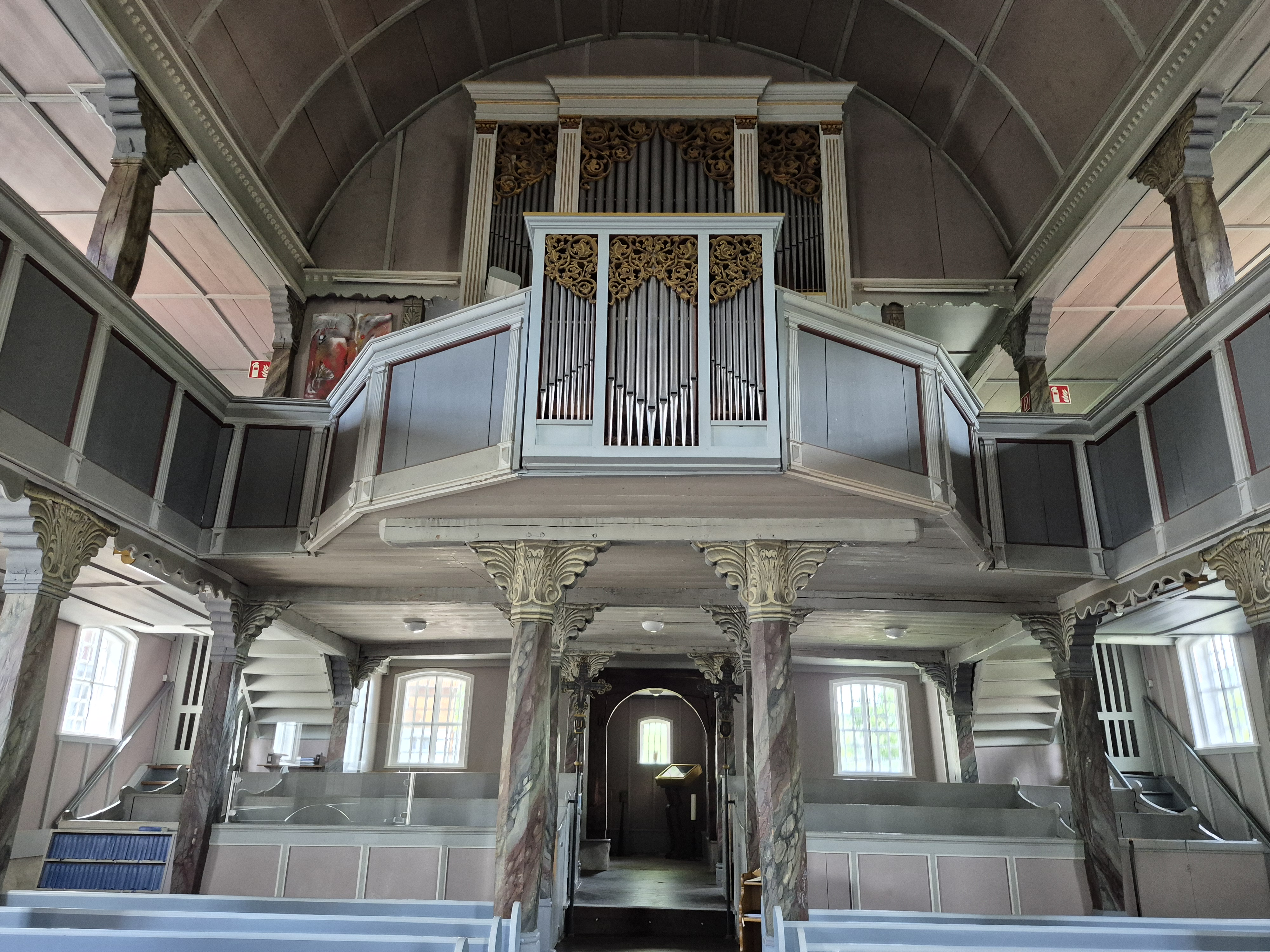
Orgel nach der Renovierung 2024

1648 beschaffte die Kirchengemeinde ein gebrauchtes Positiv mit fünf klingenden Stimmen, das 1658 durch den Zimmermann Zahn und 1660 vom Orgelbauer Holst renoviert wurde. Das mittlerweile defekte Instrument nahm man 1670 mit in die neue Kirche. 1690 kam es zum Verkauf der Orgel an die Hüttenherren von Sieber.
1687 wurde von Johann Andreas Vetter (Nordhausen) innerhalb von 24 Wochen für rund 600 Taler eine neue Orgel mit 12 Registern auf einem Manual und Pedal gebaut, welche 1728 um ein Register ergänzt wurde. Eine Reparatur des Instruments fand 1797 statt und wurde vom Ellricher Johann Hofmeister für 177 Taler durchgeführt.
1855 baute die Firma Carl Giesecke aus Göttingen für 1023 Taler eine Orgel mit zwei Manualen (Haupt- und Oberwerk) und Pedal, welche über 15 Register (7 Register im Hauptwerk, 4 Register im Oberwerk und 7 Register im Pedal) verfügte. 1933 wurde das Instrument von der Werkstatt Furtwängler & Hammer renoviert und die Disposition geändert. 
Die alte Orgel wurde in zwei Bauabschnitten 1966–1970 und 1973–1975 durch eine neue Orgel aus der Werkstatt Schmidt und Thiemann hinter dem historischen Prospekt ersetzt. Im ersten Bauabschnitt erhielten sechs Register im Hauptwerk und drei Register im Pedal Einzug, es folgten im zweiten Bauabschnitt sechs Register im Rückwerk und eine Ergänzung im Pedal. Gekostet hat das neue Instrument 97.100,- DM. Die Einweihung der neuen Orgel fand am 8. Mai 1975 statt. 2024 wurde auf dem Dachboden der Kirche das ehemalige Gambenregister gefunden. Bei der 2024 durchgeführten Instandsetzung, welche rund 53.000 Euro gekostet hat, wurde die Gambe von der Firma Hammer anstelle der Mixtur eingesetzt. Auch wurde die Orgel gereinigt und neuintonisiert. Das Rückpositiv erhielt neue goldene Schleierbretter, welche sich an die barocken Schleierbretter vom Prospekt des Hauptwerks angepassen. Die Einweihung fand im Juni 2025 statt. Das Instrument verfügt über 17 Register, die auf zwei Manuale und Pedal verteilt sind. Die Trakturen sind mechanisch, die Windladen als Schleifladen ausgeführt. Die Disposition lautet wie folgt:
| I Hauptwerk C–g3 |    |
| Prinzipal        | 8' |
| Gambe            | 8′ |
| Singend Gedackt  | 8′ |
| Oktave           | 4′ |
| Spitzflöte       | 4′ |
| Oktave           | 2' |
| Mixtur IV–V      | 1' |

| II Rückpositiv C–g3 |       |
| Gedackt             | 8′    |
| Rohrflöte           | 4′    |
| Gemshorn            | 2′    |
| Siffflöte           | 1 ⁄3′ |
| Sesquialtera II     |       |
| Scharff III         | 1⁄2′  |
| Tremulant           |       |

| Pedal C–f1 |     |
| Subbass    | 16′ |
| Bassflöte  | 8′  |
| Oktave     | 4′  |
| Trompete   | 8′  |

- Koppeln: MK, PK1, PK2
- Nebenregister: Zimbelstern

Stand 2025

## Kirchturm und Glockenhaus

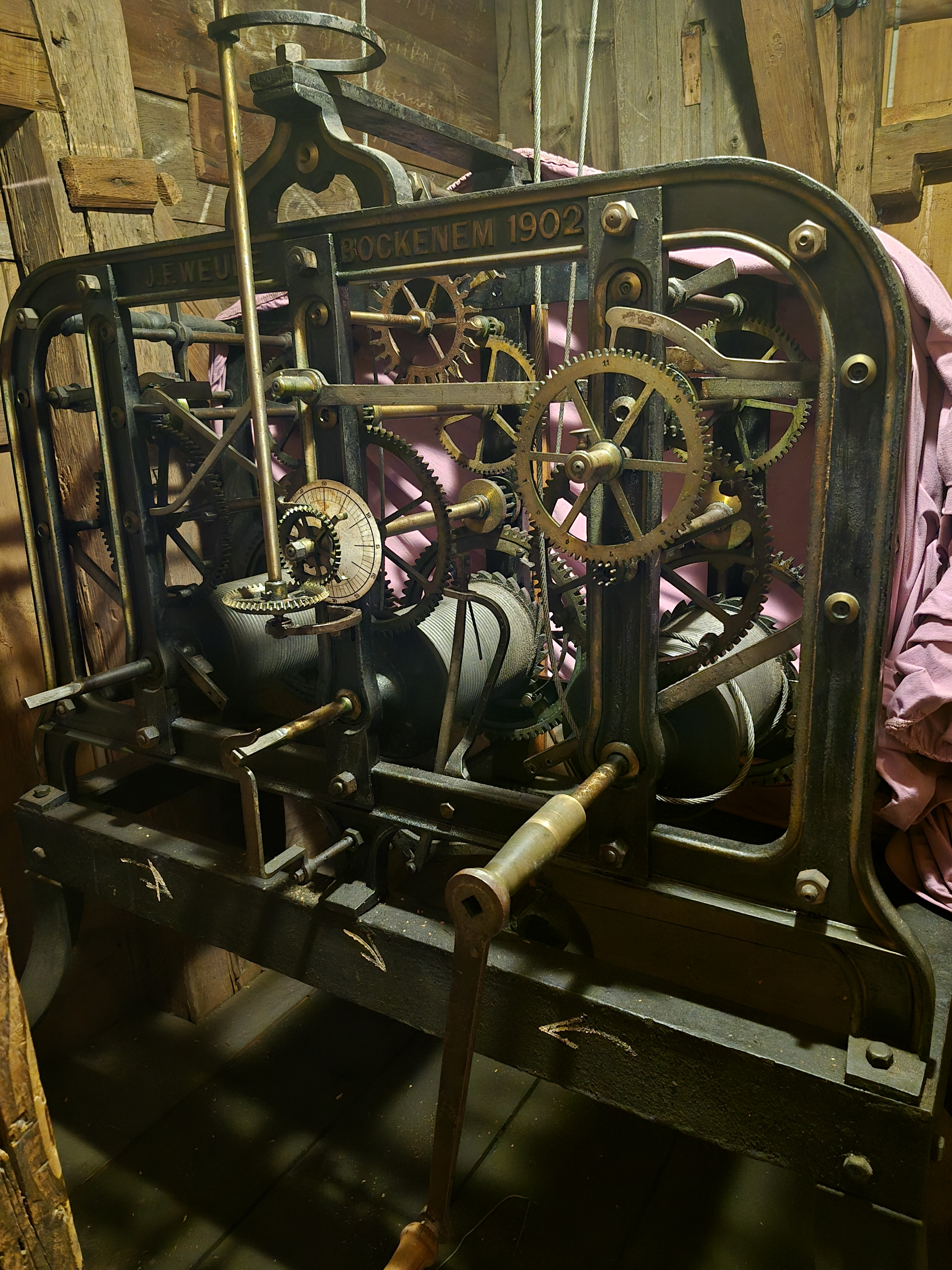
Historisches Uhrwerk in der St.-Nikolai-Kirche Altenau, gebaut 1902 von der Firma Weule

Das Kirchengebäude selbst ist mit einem zunächst mit Schiefer verkleideten Uhrturm ausgestattet, der 1735 gebaut worden war und mit offener Laterne sowie Welscher Haube aus Blei versehen ist. Der Uhrturm verfügt über ein Uhrwerk der Firma Weule aus Bockenem von 1902, das seit 1964 elektrifiziert ist. Auf dem Uhrturm befindet sich eine Wetterfahne, die ebenfalls aus dem Jahr 1642 stammt und folgende Inschriften trägt:
- Oben: ICB
- Mitte: MTL
- Unten: CHR mit Jahreszahl.

Neben der Inschrift zeigt die Wetterfahne eine Meerjungfrau und Christus auf der Spitze.
Der große Knauf wurde 1870 vom Zellerfelder Louis Diezel neu angefertigt und wurde in den Jahren 1910, 1956 und 1984 zusammen mit Kugeln, Ziffernblatt und Zeiger erneuert.

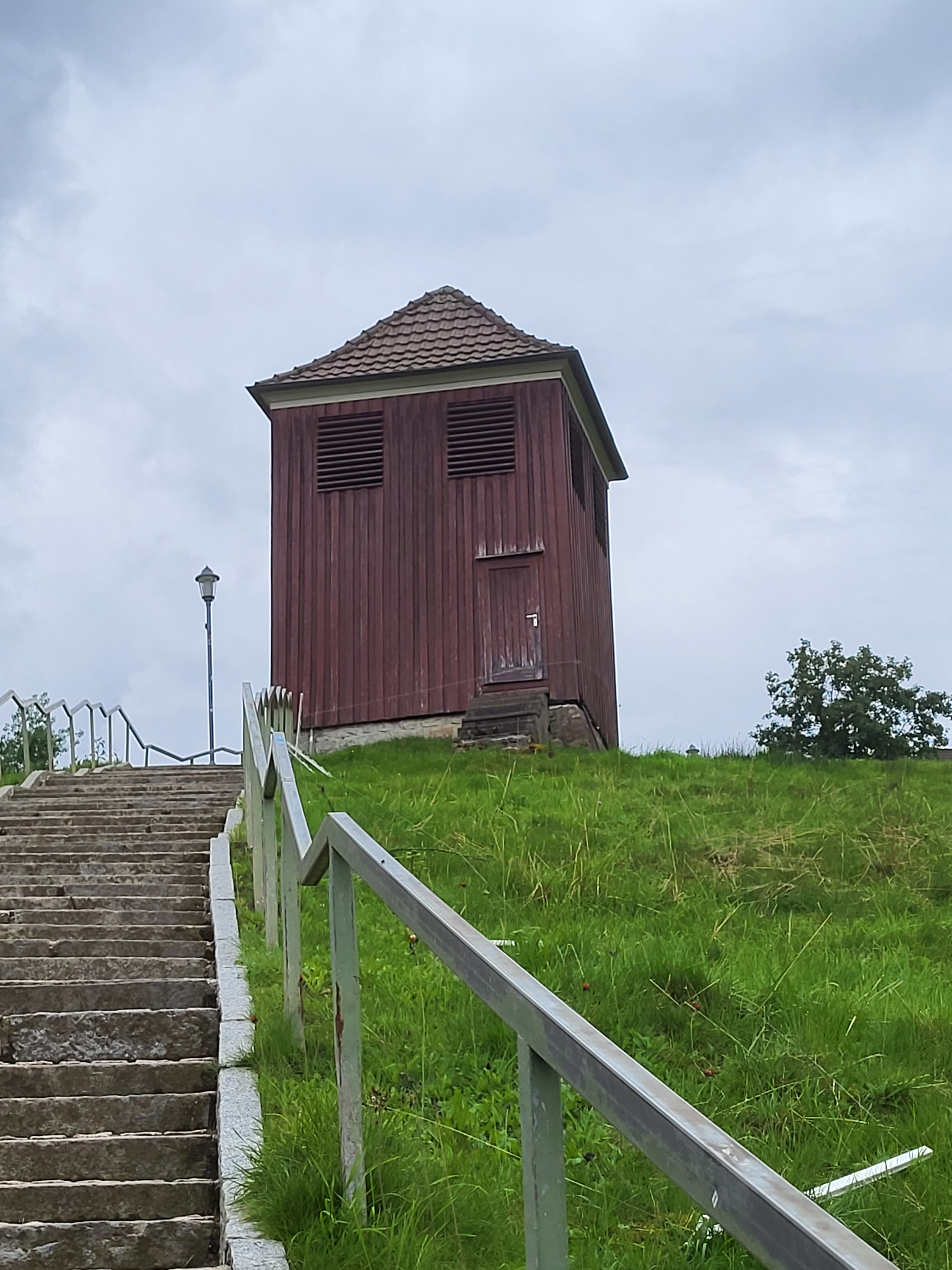
Glockenhaus am Glockenberg, oberhalb der Kirche

Aufgrund des umwundenen Tales, in dem Altenau liegt, gab es Zweifel, ob Glocken vom Standort der Kirche aus in der ganzen Stadt zu hören sind. Daher baute man 1648 ein separates Glockenhaus etwa hundert Meter entfernt auf dem Glockenberg. 1806 erfolgte ein Neubau an selber Stelle. Das Glockenhaus hat drei Läutglocken. Die erste Glocke wurde 1603 genannt.
1644 kaufte die Kirchengemeinde in Braunschweig für 195 Reichstaler eine neue Glocke, die 1806, 1849 und 1873 umgegossen wurde. Diese Glocke musste zur Einschmelzung für Rüstungszwecke 1917 abgegeben werden. Eine weitere Glocke aus Bronze wurde 1693 von Nikolaus Greve in Hannover hergestellt und in den 1670er Jahren angegossen. Sie trug auf der Vorderseite die Inschrift:
Im ersten Jahr anno 1693 der Regierung Ernst Augusti zu Braunsch. und Lüneb. Bischof zu Osnabrück ist diese Glocke gegossen von RIC. Greven in Hannover. Und auf der Rückseite die Namen: Bernhard Bertram, Pastor. Henrich Hintrichs, Richter. Hans Georg Mengler und Jul. Schlamilch.
1921 wurden die Glocken durch zwei, jeweils sechs und Zwölf Zentner schwere Klanggussglocken der Firma Schilling&Lattermann aus Apolda ersetzt. Die größere Glocke trug die Inschrift: In eiserner Zeit -1921", und die kleinere Glocke: Dem Frieden geweiht -1921". Eine Schlagglocke von 1735 wurde 1942 für Rüstungszwecke eingeschmolzen.

### Bestand

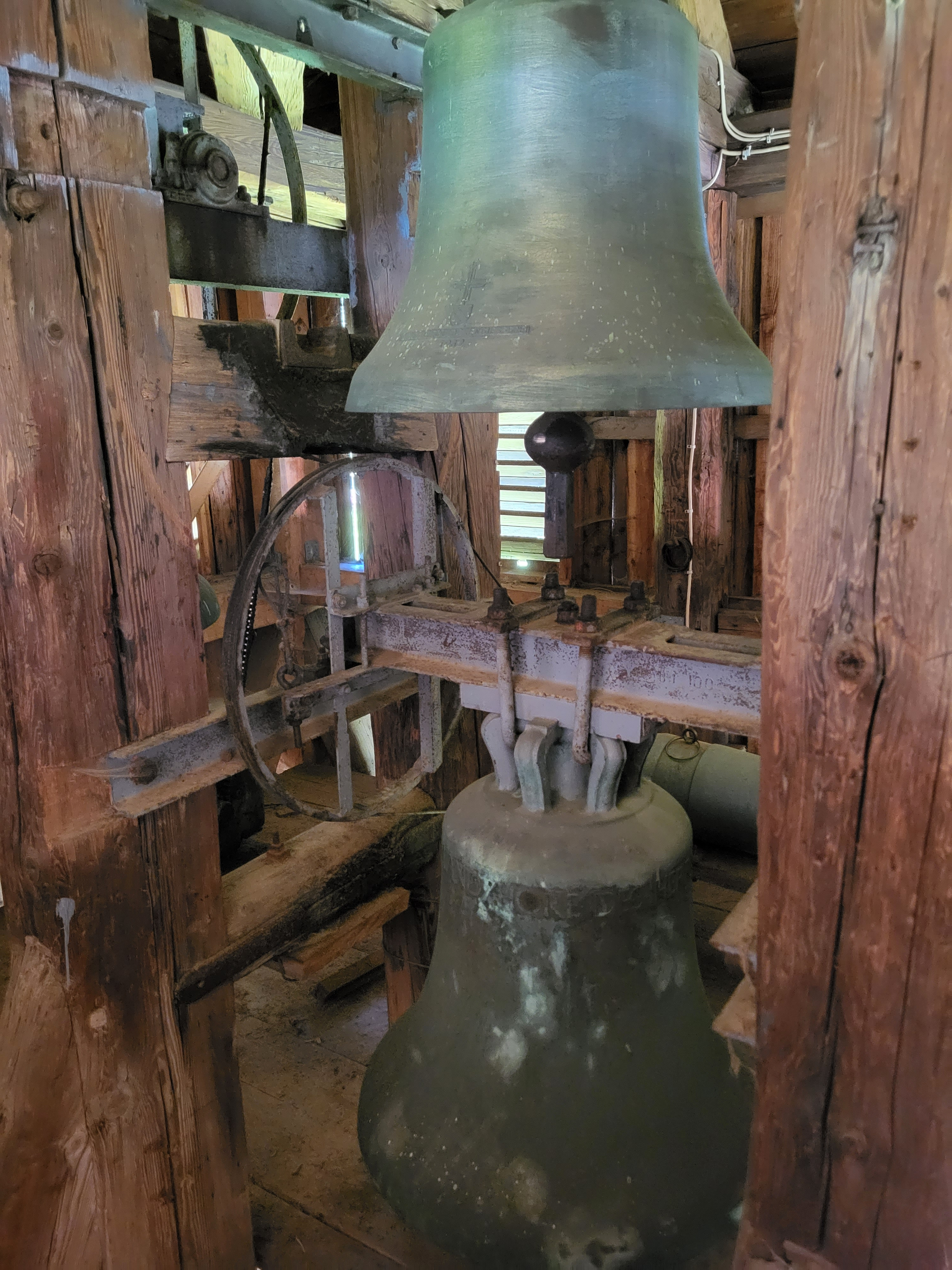
Oben: Läuteglocke der Glockengießerei Heidelberg von 1982. Unten: Läuteglocke der Firma Schilling von 1961

Der jetzige Bestand gliedert sich in drei Läutglocken im Glockenhaus in den Tönen h1(Bronze, Gießjahr 1962 von Friedrich Wilhelm Schilling, Heidelberg); cis² (Bronze, Gießjahr 1961, Friedrich Wilhelm Schilling, Heidelberg); e2 (Bronze, Gießjahr 1982, Glockengießerei Heidelberg) sowie zwei Schlagglocken in der Laterne des Uhrenturmes in den Tönen f2 (Bronze, Gießjahr 1950) sowie b2 (Gießjahr 1735, Peter Johann Gretel, Braunschweig). Die Uhr schlägt alle 15 Minuten. Der Zugang zum Uhrturm befindet sich auf der Orgelempore. Seit 1964 werden die Glocken elektrisch geläutet.

#### Urkunden im Knauf
In der Turmkugel der Sankt-Nikolai-Kirche wurden Urkunden hinterlegt, die bei Renovierungen des Turmes eingesehen werden konnten. Die älteste Urkunde stammt aus dem Jahr 1870 und wurde vom Lehrer August Rögener verfasst. Die Urkunde gibt Aufschlüsse, welche Einwohnerzahl Altenau damals hatte sowie über die Infrastruktur der Stadt. Eine weitere Urkunde wurde 1910 vom Pastor Schreiber verfasst und berichtet über den Bau des Konfirmandensaales, den Bau der Eisenbahn bis Altenau und über die geplante Stilllegung der Silberhütte. Ein weiteres Dokument stammt aus dem Jahr 1956 und wurde vom damaligen Pastor Janz verfasst. In seinem Bericht werden die beiden Weltkriege, der Bau der Schule an der Rothenberger Straße und der Eisenbahnverkehr auf der Innerstebahn thematisiert. Die letzte Urkunde wurde 1984 vom Pastor Walsdorff geschrieben und beinhaltet den Bau des Ferienparks auf dem Glockenberg, die Errichtung des Hauses der Kirche, die Einrichtung der DDR sowie die Samtgemeinde Oberharz.

## Friedhof

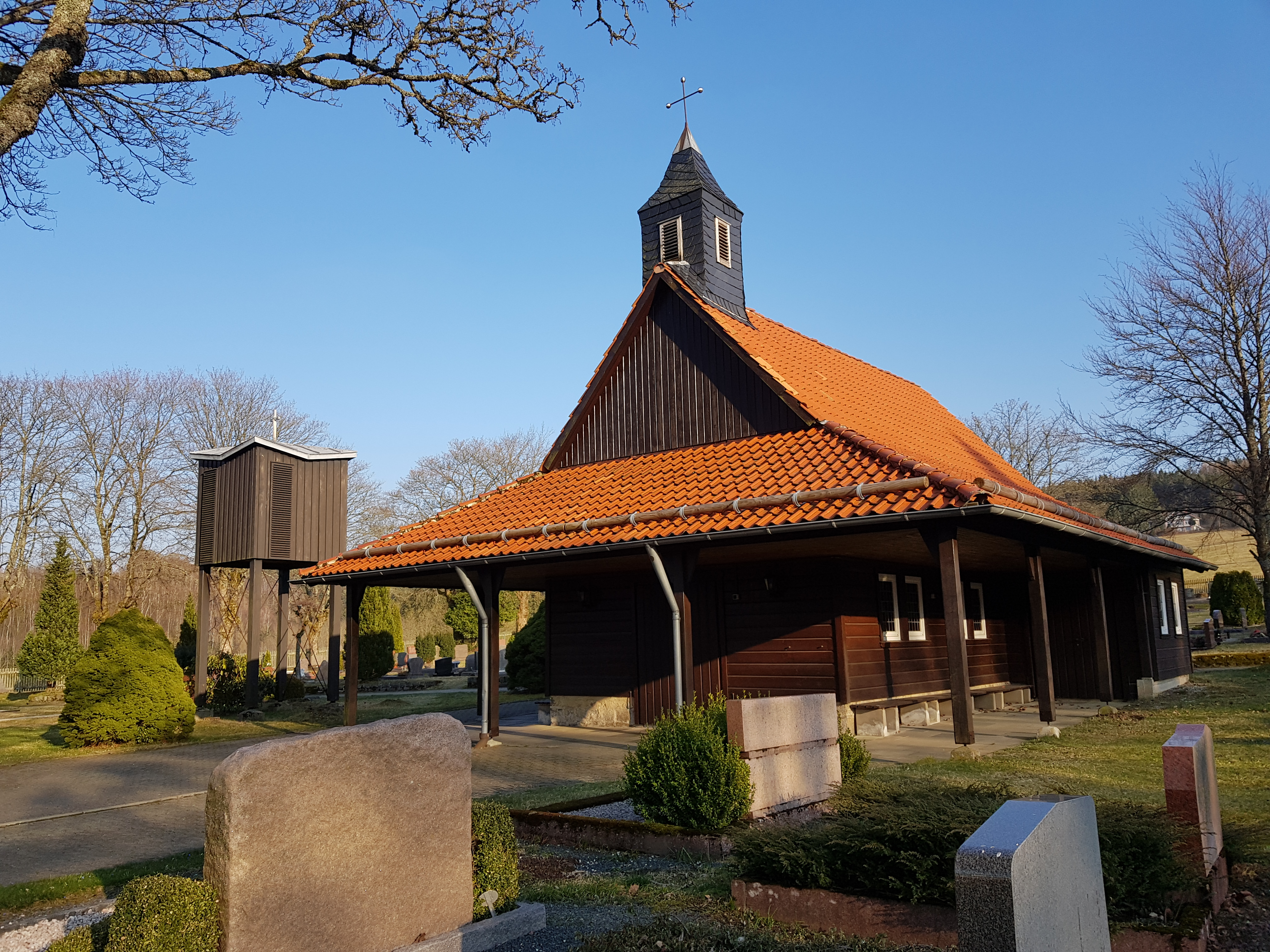
Friedhofskapelle mit nebenstehenden Glockenträger

Ein erster Friedhof wird 1603 als Gottesacker in der Bergstraße genannt. Die Parzelle wurde vom damaligen Oberförster zu Osterode der Gemeinde gegeben. Aufgrund der steilen Hanglage, wurde der Friedhof ab 1851 zur Bergwiese Rose verlegt. Das dortige Kapellenhaus wurde 1893 mit einem Dachreiter erbaut und musste nach dem Zweiten Weltkrieg instand gesetzt werden, da die Druckwelle eines Bombenanwurfs am 29. März 1945 Schäden am Gebäude hinterließen. Der Glockenträger wurde 1983 errichtet und verfügt über eine ehemalige Läutglocke (Schlagton e″, Eisen, Gießjahr 1950, Firma Weule) aus der Kirche. Auf dem Friedhof befindet sich eine Kriegsgräberstätte für drei deutsche Soldaten und sechs Zivilbedienstete des Ersten Weltkriegs sowie für 52 Soldaten verschiedener Truppengattungen des Zweiten Weltkriegs und 10 zivile Opfer eines alliierten Luftangriffes auf Altenau vom 29. März 1945. Seine aktuelle Form erhielt das Gräberfeld 1969/70. Damals wurde auch der Gedenkstein „Gedenket auch der Gefallenen im Osten“ aufgestellt. Er erinnerte an die deutschen Kriegstoten in Osteuropa, deren Gräber zu jener Zeit kaum zugänglich waren. Für 15 sowjetische Kriegsgefangene befindet sich am südlichen Ende des Friedhofs eine Grabreihe. Die ersten Toten wurden hier im Oktober und November 1941 beigesetzt. Es handelte sich um acht namentlich bekannte sowjetische Kriegsgefangene. Sie waren am Bau der Okertalsperre beteiligt. Die sieben unbekannten sowjetischen Soldaten starben am 12. April 1945 zu Beginn der Kämpfe um Altenau. Über ihre Identität und die Umstände ihres Todes ist nichts bekannt. Es könnte sein, dass es sich um Kriegsgefangene aus den in Altenau ansässigen Arbeitskommandos der Forstwirtschaft (Lager am Grasstieg) oder der ehemaligen Eisenhütte handelt. Zudem liegen der Künstler Karl Reinecke-Altenau, sowie die Pastoren Georg Schreiber, Wilhelm Kiel und Georg Schulze auf dem Friedhof.

## Weitere Gebäude

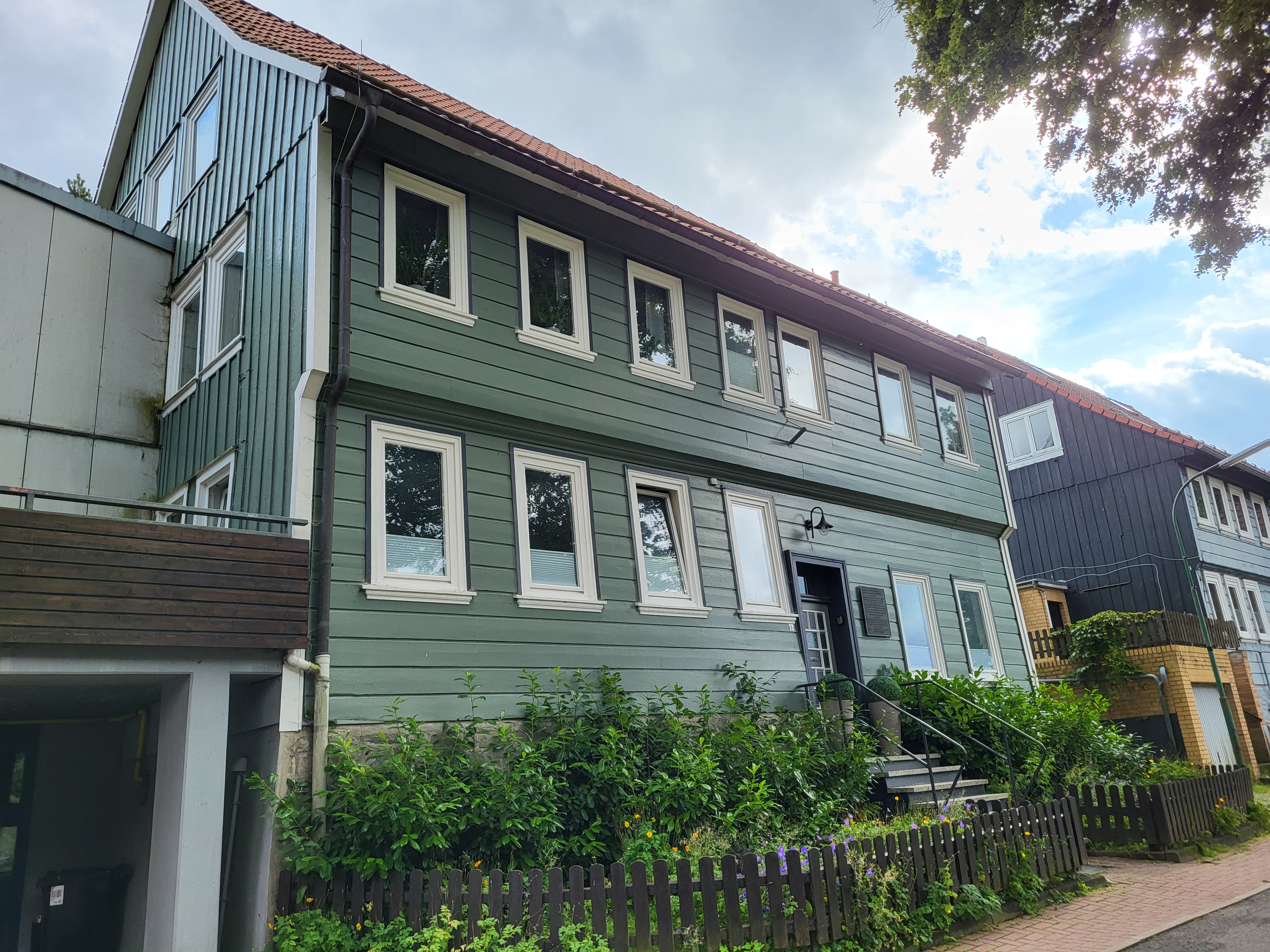
Ehemaliges Pfarrhaus

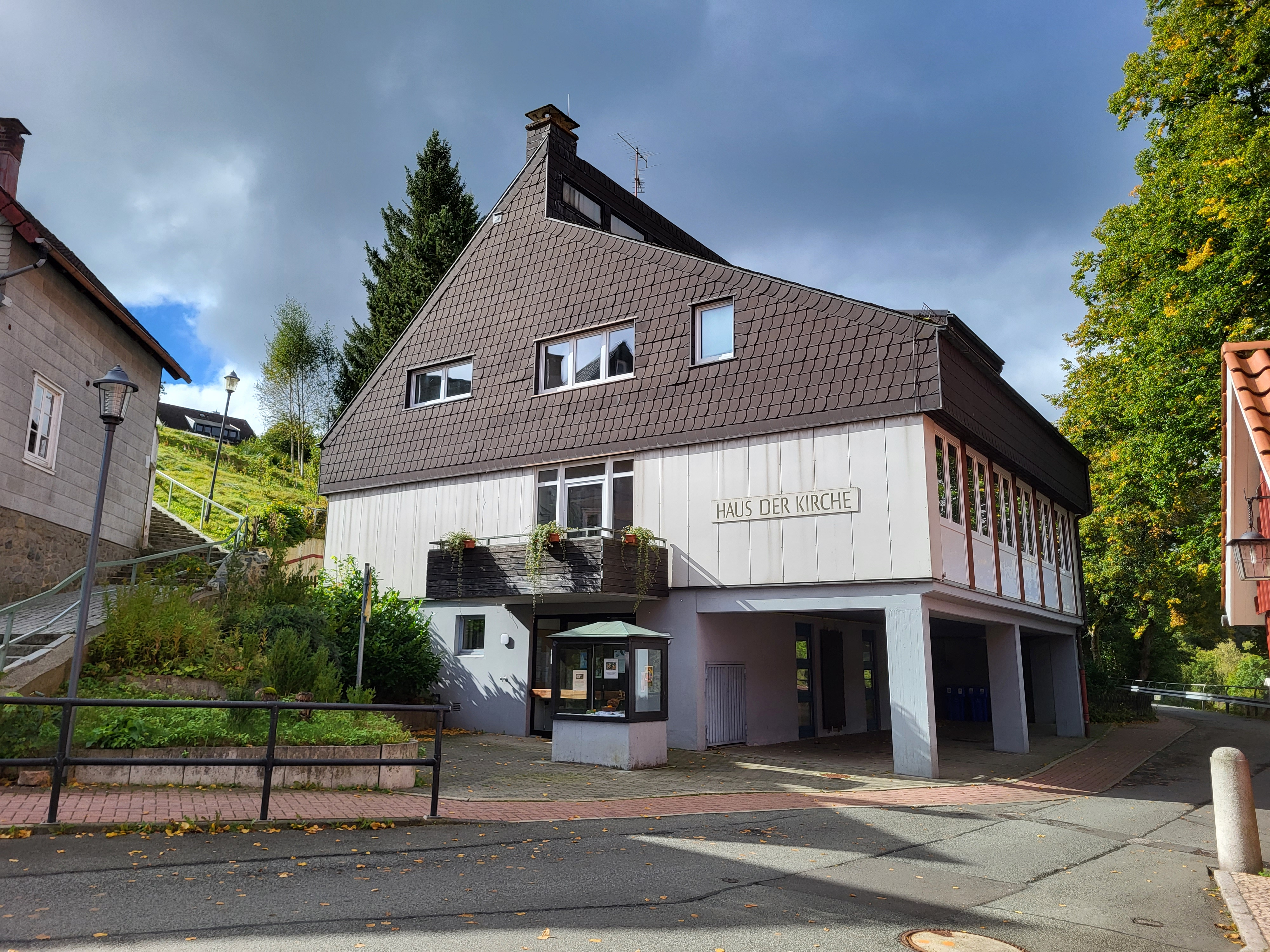
Gemeindehaus-Haus der Kirche

Die Kirchengemeinde besaß von 1606 bis 2014 ein Pfarrhaus in der Bergstraße, das verkauft wurde. Nebenliegend befindet sich ein 1977 errichtetes Gemeindehaus (Haus der Kirche). Dieses Haus der Kirche wurde 1974 durch Oberlandeskirchenrat Hasselhorn genehmigt, durch den Architekten Wetzel geplant und ab September 1976 für 745.000 Mark gebaut. Im Obergeschoss befinden sich Gemeinderäume und zwei Wohnungen.
Pastor Bertram ließ 1686 auf dem Platz des abgerissenen Rathauses auf eigene Kosten ein Pfarrwitwenhaus errichten. Dieses Gebäude erfüllte nur acht Jahre seinen vorgesehenen Zweck und wurde 1831 im verfallenen Zustand verkauft.
1966 und 1971 gab es Pläne für den Bau einer Kapelle im Stadtteil Torfhaus, welche jedoch nicht umgesetzt worden sind.

## Gemeinde
Die Gemeinde, welche etwa 1000 Mitglieder aufweist, umfasst die Bergstadt Altenau sowie den Ort Schulenberg im Oberharz mit der dortigen Sankt-Petrus-Kapelle und gehört zum Kirchenkreis Harzer Land.
Drei Mal pro Monat wird sonntags Gottesdienst gefeiert. In der Gemeinde wurde 1996 ein Gospelchor gegründet.

## Pastoren
- 1583–1597 Hermann Brennecke, geboren 1550[37] in Herford, 1597–1604 Hofprediger bei Herzogin Christine von Hessen in Kiel, 1604–1610 In Sottorf und 1610–1630 in Tönning. † 16. Juni 1630 in Tönning
- 1591–1602 Engelhard Kleipmeyer[23]
- 1601–1610 Jakob Kahle,[23][38] später in Wildemann tätig
- 1611–1633 Valentinus Schneider[23]
- 1633–1643 Wolfgang Calenius[23]
- 1644–1664 Johannes Robertus[23] * 19. Februar 1599 in Wundersleben, 1664 nach Schlaganfall emeritiert, † 7. April 1669
- 1664–1695 Bernhard Bertram, * 1624 in Köln, † 24. Mai 1695
- 1695–1729 Christoph Heinrich Walther[23]
- 1729–1766 Henning Calvör * 1686 in Silstedt; † 10. Juli 1766 in Altenau, Theologe, Lehrer und Gelehrter im Bereich der Bergbautechnik und Mechanik.
- 1766–1767 Heinrich Kraft
- 1767–1776 August Helmkampf[39] * 1. Mai 1733 in Gandersheim, † 11. Mai 1814[40]
- 1776–1801 Johann Samuel Heddewig, † 10. August 1806 in Clausthal, Sohn des Predigers Johann Andreas Heddewig in Nordhausen.[41]
- 1801–1841 Johann Brüggemann
- 1842–1863 Georg Schulze, auf königlichen Befehl nach Scharzfeld versetzt
- 1863–1873 Friedrich Bock (* 20. März 1825 in Coppenbrügge; † 1. August 1885 in Banteln)[42]
- 1874–1876 Heinrich Busse
- 1877–1880 Heinrich Siebel, * 1. November 1848 in Einbeck, † 7. Januar 1920 ebenda, später Pastor in Göttingen.[43]
- 1881–1888 Jakob Kiel
- 1889–1932 Georg Schreiber, * 19. Februar 1861 in Zellerfeld; † 22. März 1932 in Altenau.[44]
- 1932–1937 Wilhelm Wenzel
- 1938–1949 Herbert Wöldecke (27. Juni 1910–1985)[9]
- 1949–1954 Erich Rau[9]
- 1954–1965 Bruno Janz[9]
- 1967–1971 Klaus Eichhofer[9]
- 1972–1986 Dietrich Walsdorf[9]
- 1987–1996 Christoph Jebens[45]
- 1996–2004 Michael Kalla
- 2004–2010 Mark Trebing (1973–2024)[46][47]
- 2010–2018 Helmut Fiedler-Gruhn, * 8. Juni 1959 in Hildesheim[48]
- 2018–2022 Walter Merz
- 2022 Louisa Frederking (* 1991 in Northeim), studiert in Marburg und Tübingen.[49]
- 2023 Mirja Rohr

## Sage
In Altenau sah ein Nachtwächter die Kirche nachts hell erleuchtet. Sie war besucht von weiß gekleideten Männern und einem weiß gekleideten Prediger. Dies sah der Nachtwächter mehrere Nächte. Daraufhin informierte er den Altenauer Pastor und als beide, der schwarz gekleidete Geistliche und der Wächter, das Gotteshaus betraten, verschwand der weiß gekleidete Prediger. Als der Altenauer Pfarrer nun aus der Bibel las, löste sich die gesamte Versammlung auf.
Der Pastor wurde daraufhin krank und unfähig zu predigen. So starb dieser kurz darauf.